# Рушту Реџбер
Рушту Реџбер (тур. Rüştü Reçber; Турска, 10. мај 1973) је бивши турски фудбалски голман.

## Успеси

### Репрезентација
- Светско првенство у фудбалу 2002.-3.место
- Европско првенство у фудбалу 2008.-полуфинале

### Клубови
- Фенербахче

Турска лига: 1996, 2001, 2005, 2007.
Турски куп: 1998.
- ФК Бешикташ

Турска лига: 2009.
Турски куп: 2009.